# Takuya Mitsuda
Takuya Mitsuda (満田拓也, Mitsuda Takuya), né le 17 juin 1965, est un mangaka japonais originaire de Fukuyama, préfecture de Hiroshima. Il a publié ses œuvres principalement dans le magazine manga de Shōgakukan, Weekly Shōnen Sunday.
Il est surtout connu pour son manga de baseball Major pour lequel il a remporté le Prix Shōgakukan en 1996 dans la catégorie shōnen. Il travail actuellement sur sa suite, sous le nom de Major 2nd.
Mitsuda a fait ses débuts en 1982, remportant le prix Shōgakukan (catégorie débutants) pour « Banyū ».

## Publications
| Titre           | Titre japonais    | Date                          | Volumes | Revue                |
| --------------- | ----------------- | ----------------------------- | ------- | -------------------- |
| Kenta Yarimasu! | 健太やります !    | 10 avril 1989 – 2 juin 1994   | 26      | Weekly Shōnen Sunday |
| Major           | メジャー          | 3 août 1994 – 21 juillet 2010 | 78      | Weekly Shōnen Sunday |
| Buyuden         | 武勇伝            | 30 mars 2011 – 5 février 2014 | 13      | Weekly Shōnen Sunday |
| 'Major 2nd"     | メジャー セカンド | 15 mars 2015 – en cours       | 24      | Weekly Shōnen Sunday |

### Autres œuvres
- Manga NTT Kabu wa Taika Kesuru! (漫画NTT株は大化けする!?)
- Manga de Oboeru Baiku (まんがで覚えるバイク?) (1987)